# Laneuveville-devant-Bayon
Laneuveville-devant-Bayon ist eine französische Gemeinde mit 226 Einwohnern (Stand: 1. Januar 2022) im Département Meurthe-et-Moselle in der Region Grand Est (vor 2016 Lothringen). Sie gehört zum Arrondissement Nancy und zum Kanton Meine au Saintois.

## Geografie
Laneuveville-devant-Bayon im Norden der Landschaft Saintois liegt etwa 25 Kilometer südsüdöstlich von Nancy.
Umgeben wird Laneuveville-devant-Bayon von den Nachbargemeinden Saint-Remimont im Norden, Neuviller-sur-Moselle im Norden und Nordosten, Roville-devant-Bayon im Osten, Mangonville im Südosten, Leménil-Mitry im Süden, Crantenoy im Westen sowie Ormes-et-Ville im Nordwesten.

## Bevölkerungsentwicklung
| Jahr                       | 1962 | 1968 | 1975 | 1982 | 1990 | 1999 | 2006 | 2019 |
| Einwohner                  | 167  | 171  | 160  | 152  | 175  | 195  | 221  | 226  |
| Quellen: Cassini und INSEE |      |      |      |      |      |      |      |      |

## Sehenswürdigkeiten
- Kirche La Nativité de la Vierge aus dem 19. Jahrhundert

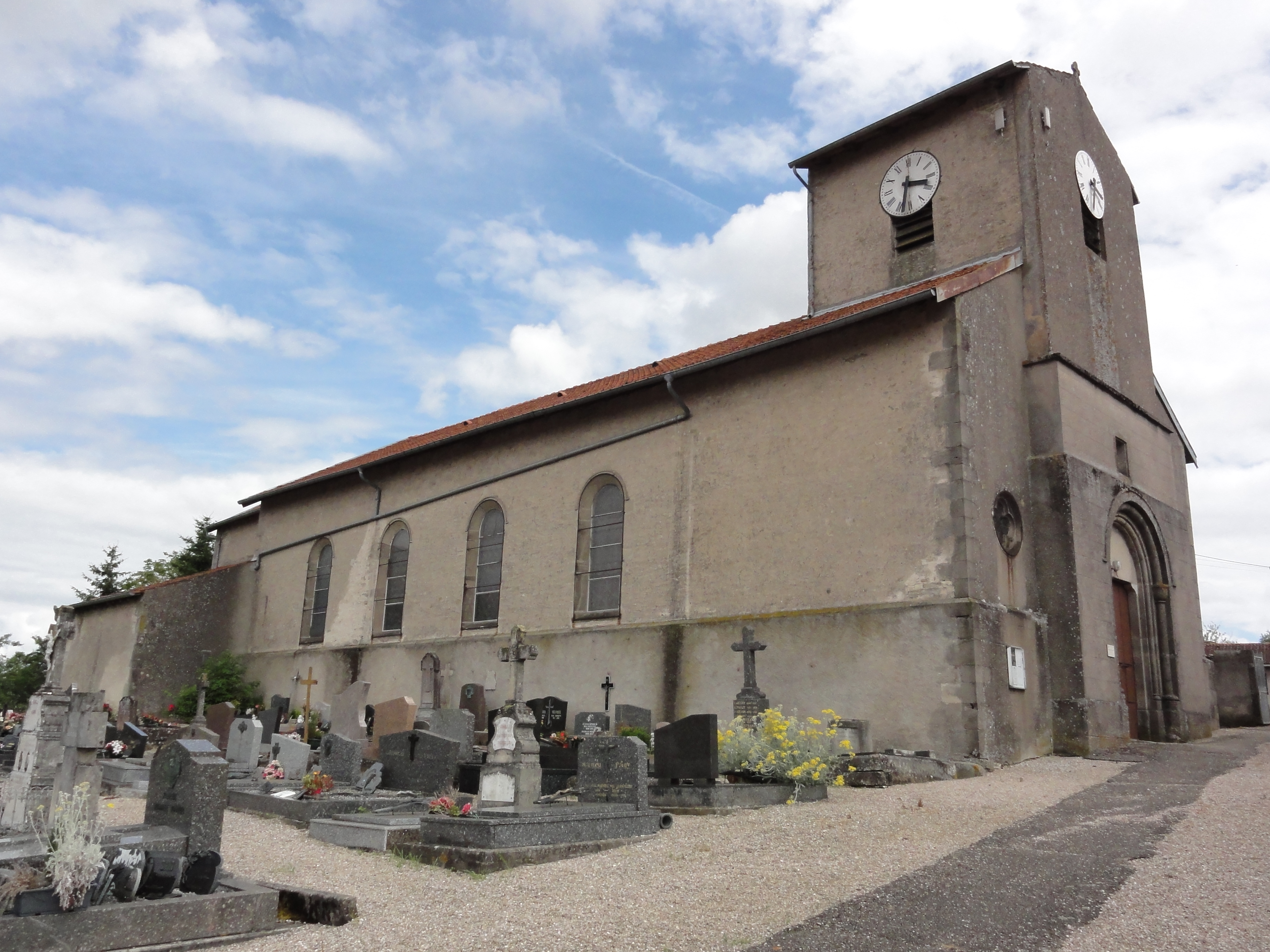
Kirche La Nativité de la Vierge